# ヘルマン・シュラインヘーゲ
ヘルマン・シュラインヘーゲ（Hermann Schleinhege、1916年2月21日 - 2014年3月11日）は、第二次世界大戦時のドイツ空軍の軍人。最終階級は少尉 (Leutnant)。97機の敵機を撃墜したエースパイロットであり、騎士鉄十字勲章を受勲した。シュラインヘーゲの戦果は全てが東部戦線での記録である。

## 経歴
シュラインヘーゲは1916年2月21日、プロイセン王国のライン州のエッセンで生まれた。戦前にドイツ空軍に入隊し、1941年2月に訓練を終えると教官として務めた。1942年4月、当時レニングラード近郊に駐留していた第54戦闘航空団 (Jagdgeschwader 54) (JG 54) ""グリュンヘルツ""の第6飛行中隊 (6.Staffel) に下士官 (Unteroffizier) として転属した。5月15日、シュラインヘーゲの乗るメッサーシュミット Bf109F4 (Werknummer 8618) は、リューバンにおいて離陸中に損傷した。

## JG54の航空団本部小隊において
シュラインヘーゲはJG54の航空団本部小隊(Geschwaderstab)に転属された後、ハンネス・トラウトロフト（58機撃墜、うち5機はスペイン内戦）やフーベルタス・フォン・ボニン（77機撃墜）、アントーン・マダー（86機撃墜）をはじめとした部隊指揮官のウイングマンとして貴重な経験を積んだ。1942年7月9日、シュラインヘーゲの乗るフォッケウルフ Fw 58 (Werknummer 3576) はオリョール近郊に墜落した。結局、この年はヴォルシャを拠点としつつ中央軍集団とともに行動し、撃墜スコアを32機まで伸ばした。
1944年3月20日、シュラインヘーゲはドイツ十字章金章を受章した。4月4日には通算37機撃墜となった。将校訓練を終え少尉 (Leutnant) となったシュラインヘーゲは、エストニアのJG54第4飛行中隊 (4./JG54) に転属し、9月17日に通算50機撃墜を記録した。リガを拠点とするようになっていたシュラインヘーゲは、10月9日に2機のベル P-39 エアラコブラと2機のイリユーシン Il-2を撃墜した。

## 飛行隊長として
1944年8月、シュラインヘーゲはフランツ・アイゼナハ大尉の転属に伴う一時的な後任として、4./JG54の飛行隊長 (Staffelkapitän) に任命された。9月1日、4./JG54はJG54第7飛行中隊 (7./JG54) に再編成され、その飛行隊長はゲルハルト・ティベン少尉となった。11月末、シュラインヘーゲはJG54第8飛行中隊 (8./JG54) の飛行隊長に昇進し、終戦までこの部隊で戦った。1944年末まで、シュラインヘーゲ率いる8./JG54はリーバウを拠点とし、孤立したクールラント・ポケットの部隊を支援した。その結果、シュラインヘーゲの撃墜スコアは通算81機まで伸びた。
シュラインヘーゲは84機撃墜の功績により、1945年1月28日に騎士鉄十字章を受章した。終戦間近、シュラインヘーゲと8./JG54は孤立したクールラント・ポケットを援護し続けた。3月まではリバウを拠点とし、その後は終戦までケーニヒスベルク近郊のハイリゲンベイルを拠点とした。シュラインヘーゲの最後の出撃は5月8日で、（設計上は）単座のフォッケウルフ Fw190に2人の整備士を乗せた状態でキールまで飛行し、イギリス軍に降伏した。
シュラインヘーゲは第二次世界大戦を生き延び、約3年間で484回の戦闘任務に従事し、97機の敵機(54機のイリユーシン Il-2とペトリャコーフ Pe-2を含む)を撃墜した。

## 殊勲
- 航空機操縦士バッジ（ドイツ語版）（ドイツ語: Flugzeugführerabzeichen）
- 空軍前線飛行章
- 鉄十字章 (1939)[9]
  - 第2級鉄十字章
  - 第1級鉄十字章
- 空軍名誉杯（1943年10月11日）上級軍曹（英語版）（ドイツ語: Oberfeldwebel）として[10][Note 1]
- ドイツ十字章金章（1944年3月20日）第54戦闘航空団航空団本部小隊(Stab/JG54)所属の上級軍曹として[11]
- 騎士鉄十字章（1945年2月28日）第54戦闘航空団第8飛行中隊 (8./JG54) の少尉（ドイツ語: Leutnant）として[12][Note 2]

### 引用
1. 1 2  Obermaier 1989, p. 196.
2. ↑  Prien et al. 2006, p. 159.
3. ↑  Prien et al. 2012, p. 79.
4. ↑  Prien et al. 2022, p. 471.
5. ↑  Mathews & Foreman 2015, p. 1127.
6. ↑  Scutts 1992, p. 98.
7. ↑  Weal 1998, p. 82.
8. ↑  Weal 2001, p. 118.
9. ↑  Dixon 2023, p. 153.
10. ↑  Patzwall 2008, p. 180.
11. ↑  Patzwall & Scherzer 2001, p. 408.
12. ↑  Fellgiebel 2000, p. 378.
13. ↑  Scherzer 2007, p. 664.

### 文献目録
- Bergström, Christer. “Bergström Black Cross/Red Star website”. Identifying a Luftwaffe Planquadrat. 2018年12月22日時点のオリジナルよりアーカイブ。2021年1月28日閲覧。
- Fellgiebel, Walther-Peer (2000) [1986] (German). Die Träger des Ritterkreuzes des Eisernen Kreuzes 1939–1945 — Die Inhaber der höchsten Auszeichnung des Zweiten Weltkrieges aller Wehrmachtteile [The Bearers of the Knight's Cross of the Iron Cross 1939–1945 — The Owners of the Highest Award of the Second World War of all Wehrmacht Branches]. Friedberg, Germany: Podzun-Pallas. ISBN 978-3-7909-0284-6
- Mathews, Andrew Johannes; Foreman, John (2015). Luftwaffe Aces — Biographies and Victory Claims — Volume 4 S–Z. Walton on Thames: Red Kite. ISBN 978-1-906592-21-9
- Obermaier, Ernst (1989) (ドイツ語). Die Ritterkreuzträger der Luftwaffe Jagdflieger 1939 – 1945 [The Knight's Cross Bearers of the Luftwaffe Fighter Force 1939 – 1945]. Mainz, Germany: Verlag Dieter Hoffmann. ISBN 978-3-87341-065-7
- Patzwall, Klaus D.; Scherzer, Veit (2001) (ドイツ語). Das Deutsche Kreuz 1941 – 1945 Geschichte und Inhaber Band II [The German Cross 1941 – 1945 History and Recipients Volume 2]. Norderstedt, Germany: Verlag Klaus D. Patzwall. ISBN 978-3-931533-45-8
- Patzwall, Klaus D. (2008) (ドイツ語). Der Ehrenpokal für besondere Leistung im Luftkrieg [The Honor Goblet for Outstanding Achievement in the Air War]. Norderstedt, Germany: Verlag Klaus D. Patzwall. ISBN 978-3-931533-08-3
- Prien, Jochen; Stemmer, Gerhard; Rodeike, Peter; Bock, Winfried (2006) (ドイツ語). Die Jagdfliegerverbände der Deutschen Luftwaffe 1934 bis 1945—Teil 9/III—Vom Sommerfeldzug 1942 bis zur Niederlage von Stalingrad—1.5.1942 bis 3.2.1943 [The Fighter Units of the German Air Force 1934 to 1945—Part 9/III—From the 1942 Summer Campaign to the Defeat at Stalingrad—1 May 1942 to 3 February 1943]. Eutin, Germany: Struve-Druck. ISBN 978-3-923457-78-6
- Prien, Jochen; Stemmer, Gerhard; Rodeike, Peter; Bock, Winfried (2012) (ドイツ語). Die Jagdfliegerverbände der Deutschen Luftwaffe 1934 bis 1945—Teil 12/III—Einsatz im Osten—4.2. bis 31.12.1943 [The Fighter Units of the German Air Force 1934 to 1945—Part 12/III—Action in the East—4 February to 31 December 1943]. Eutin, Germany: Buchverlag Rogge. ISBN 978-3-942943-07-9
- Prien, Jochen; Stemmer, Gerhard; Balke, Ulf; Bock, Winfried (2022) (ドイツ語). Die Jagdfliegerverbände der Deutschen Luftwaffe 1934 bis 1945—Teil 15/II—Einsatz im Osten—1.1. bis 31.12.1944 [The Fighter Units of the German Air Force 1934 to 1945—Part 15/II—Action in the East—1 January to 31 December 1944]. Eutin, Germany: Buchverlag Rogge. ISBN 978-3-942943-28-4
- Scherzer, Veit (2007) (ドイツ語). Die Ritterkreuzträger 1939–1945 Die Inhaber des Ritterkreuzes des Eisernen Kreuzes 1939 von Heer, Luftwaffe, Kriegsmarine, Waffen-SS, Volkssturm sowie mit Deutschland verbündeter Streitkräfte nach den Unterlagen des Bundesarchives [The Knight's Cross Bearers 1939–1945 The Holders of the Knight's Cross of the Iron Cross 1939 by Army, Air Force, Navy, Waffen-SS, Volkssturm and Allied Forces with Germany According to the Documents of the Federal Archives]. Jena, Germany: Scherzers Militaer-Verlag. ISBN 978-3-938845-17-2
- Scutts, Jerry (1992). JG 54: Jagdgeschwader 54 Grünherz: aces of the Eastern Front. Shrewsbury: Airlife. ISBN 978-1-85310-120-5
- Spick, Mike (1996). Luftwaffe Fighter Aces. New York: Ivy Books. ISBN 978-0-8041-1696-1
- Weal, John (1998) [1995]. Focke-Wulf Fw 190 Aces of the Russian Front. Aircraft of the Aces. 6. London, UK: Osprey Publishing. ISBN 978-1-85532-518-0
- Weal, John (2001). Jagdgeschwader 54 "Grünherz". Aviation Elite Units. 6. Oxford, UK: Osprey Publishing. ISBN 978-1-84176-286-9
- Weal, John (2007). More Bf 109 Aces of the Russian Front. Aircraft of the Aces. 76. Oxford, UK: Osprey Publishing. ISBN 978-1-84603-177-9
- Zabecki, David T., ed (2014). Germany at War: 400 Years of Military History. Santa Barbara, California: ABC-Clio. ISBN 978-1-59884-981-3